# The Advocate
The Advocate ist die führende Zeitschrift zu Lesben, Schwulen, Bisexuellen und Transgender in den Vereinigten Staaten. Sie erscheint alle zwei Monate.
The Advocate wurde 1967 in Los Angeles als lokale Zeitschrift unter dem Namen The Los Angeles Advocate gegründet. Gründer der Zeitschrift waren Aristide Laurent, Richard Mitch, Sam Allen und Bill Rau. 1969 wurde sie in The Advocate umbenannt und der landesweite Vertrieb wurde aufgenommen. 1975 lag die landesweite Auflage bei 60.000 Exemplaren. Die Zeitschrift ist die älteste ununterbrochen erschienene schwule Publikation in den Vereinigten Staaten. 1974 wurde die Zeitschrift von dem US-amerikanischen Investor David Goodstein erworben. 2005 wurde die Zeitschrift vom Unternehmen LPI Media an das Unternehmen PlanetOut veräußert. 2008 wurde es von diesem an Regent Media verkauft.
Die täglich gepflegte Webseite des Magazins enthält rund 30 Prozent des Inhalts der Papierausgabe des Magazins.
In The Advocate haben viele Personen veröffentlicht, beispielsweise Chaz Bono, Jack Nichols, Randy Shilts und Riki Wilchins.